# Heilig-Geist-Universität Kaslik
Die Heilig-Geist-Universität Kaslik (arabisch جامعة الرّوح القدس - الكسليك, französisch Université Saint-Esprit de Kaslik (USEK), englisch Holy Spirit University of Kaslik) in Kaslik (nördlich von Beirut) im Libanon ist eine nichtstaatliche, konfessionelle Universität. Die maronitische Kirche ist die Trägerin der Universität. Das Theologische Institut des Maronitischen Ordens wurde 1961 zur Heilig-Geist-Universität Kaslik erhoben.

## Organisation
Die Universität hat zehn Fakultäten so z. B. in Naturwissenschaften und Theologie sowie 3 Institute. Die Universität hat 7100 Studenten. Die Universitätsklinik ist Notre Dame des Secours und liegt in Byblos.

## Bekannte Studenten und Dozenten
- Jean Corbon (1924–2001), französischer Priester und Hochschullehrer
- Camillo Ballin (1944–2020), italienischer Bischof und Apostolischer Vikar in Kuwait
- Issam John Darwich (* 1945), syrischer Bischof in Australien
- Antoine Audo (* 1946), syrischer Bischof von Aleppo
- Sleiman Hajjar (1950–2002), libanesischer Bischof in Kanada
- Naji Hakim (* 1955), französischer Komponist, Organist und Pianist
- Elie Bechara Haddad (* 1960), libanesischer Erzbischof von Sidon
- Marie Keyrouz (* 1963), libanesische Sängerin und Ordensschwester
- Charbel Rouhana (* 1965), libanesischer Oud-Spieler und Komponist
- Antoine Farès Bounajem (* 1967), libanesischer Geistlicher, maronitischer Erzbischof von Antelien
- Michel Kammoun (* 1969), libanesischer Filmregisseur
- Charles Georges Mrad (* 1969), libanesischer Geistlicher, syrisch-katholischer Kurienbischof
- Milad Jawish (* 1973), libanesischer Ordensgeistlicher, melkitischer Bischof von Montréal in Kanada
- Ad Achkar (* 1988), libanesischer Photograph